# Љубица Ковић
Љубица Цица Ковић (Београд, 6. септембар 1923 — Београд, 28. септембар 2014) била је југословенска и српска позоришна и филмска глумица.
По завршетку Драмског студија, играла је у неколико позоришних представа (Нушићеве „Покојник“ и „Власт“ и „Коштана“ Боре Станковића), али је гледаоци углавном памте по бројним филмским и телевизијским улогама.
Шездесетих година играла је у филмовима Пут око света и Орлови рано лете, а остале су упамћене и њене улоге у бројним серијама (Леваци, Дипломци, Мајстори, Филип на коњу, Отписани, Салаш у Малом Риту, Врућ ветар, Бањица, Отворена врата), док је на великом платну њено последње остварење било 1999. године у филму Рањена земља.
Глумица Љубица Цица Ковић преминула је 28. септембра 2014. године у 92. години живота. Кремирана је на Новом гробљу у Београду 30. септембра 2014. године.

## Филмографија
| Год.       | Назив                                 | Улога                      |
| ---------- | ------------------------------------- | -------------------------- |
| 1950.-те   |                                       |                            |
| 1953.      | Општинско дете                        |                            |
| 1960.-те   |                                       |                            |
| 1962.      | Прозван је и V-3                      |                            |
| 1964.      | Пут око света (филм)                  |                            |
| 1966.      | Орлови рано лете (филм)               | Ђокина мајка               |
| 1966.      | Рој                                   |                            |
| 1966.      | Бананин брат                          | мајка                      |
| 1968.      | Младићи и девојке 1                   |                            |
| 1968.      | Невоље једног Бобана                  |                            |
| 1969.      | Суфле                                 |                            |
| 1969.      | Самци 2                               |                            |
| 1969.      | Закопајте мртве                       |                            |
| 1970.-те   |                                       |                            |
| 1970.      | Жена у кућној хаљини                  |                            |
| 1970.      | Бурдуш                                |                            |
| 1971.      | Чеп који не пропушта воду             | главна сестра              |
| 1971.      | Леваци                                | жена љубоморног мужа       |
| 1971.      | Дипломци                              | Персида                    |
| 1972.      | Јелисаветини љубавни јади због молера |                            |
| 1972.      | Светлост из друге куће                | Нина                       |
| 1972.      | Лутка оперета                         |                            |
| 1972.      | Волим те Аксаније                     |                            |
| 1972.      | Мајстори (ТВ серија)                  | Оливерова тетка            |
| 1973.      | Самоћа                                |                            |
| 1973.      | Филип на коњу                         |                            |
| 1974.      | Позориште у кући 2                    | Бубица Новаковић           |
| 1974.      | Отписани                              | Ивана                      |
| 1974—1975. | Отписани                              | Ивана                      |
| 1975.      | Салаш у Малом Риту (ТВ серија)        | Марта Јерих                |
| 1975.      | Зимовање у Јакобсфелду                | Марта Јерих                |
| 1976.      | Посета старе даме                     | Матилда (супруга)          |
| 1976.      | Фронташ                               | сељанка                    |
| 1976.      | Грлом у јагоде                        | Зорица                     |
| 1976.      | Успон и пад Жике Проје                |                            |
| 1977.      | Више од игре                          | Данилова мајка Мара        |
| 1978.      | Повратак отписаних (ТВ серија)        | Захаријева жена            |
| 1978—1979. | Чардак ни на небу ни на земљи         | другарица Зечовић          |
| 1979.      | Вага за тачно мерење                  | продавачица цвећа/психолог |
| 1980.-те   |                                       |                            |
| 1980.      | Врућ ветар                            | Јана, Шурдина мајка        |
| 1980.      | Авантуре Боривоја Шурдиловића         | Јана, Шурдина мајка        |
| 1981.      | Смрт пуковника Кузмановића            | Баба, мајка Јеленина       |
| 1983.      | Марија, где си...?                    | комшиница                  |
| 1983.      | Приче из Непричаве                    |                            |
| 1984.      | Позориште у кући 5                    | Георгина                   |
| 1984.      | Бањица (ТВ серија)                    |                            |
| 1986.      | Тајна Лазе Лазаревића                 | Јелка Лазаревић, мајка     |
| 1987.      | Соба 405                              | теткица                    |
| 1990.-те   |                                       |                            |
| 1991.      | Мала шала                             | Светиславова мајка         |
| 1992.      | Танго аргентино                       | госпођа Бакић              |
| 1993.      | Нико није савршен                     | Јулијана                   |
| 1995.      | Свадбени марш                         | Лила                       |
| 1995.      | Наслеђе                               | Милорадова пријатељица     |
| 1995.      | Уске стазе                            | Десанка                    |
| 1995.      | Отворена врата                        | Харфа                      |
| 1996.      | Очеви и оци                           | Мис                        |
| 1997.      | Чкаља Но. 1                           |                            |
| 1999.      | Рањена земља                          |                            |